# 黃清舞
黃清舞（1905年1月2日—1994年4月3日），臺南縣將軍鄉人，台灣醫師、政治人物，長年在家鄉行醫並經常義診，曾任第一屆至第五屆台南縣將軍鄉長。